# Eli Dajan
Eli Dajan (hebrejsky: אלי דיין) je izraelský politik a bývalý poslanec Knesetu za stranu Ma'arach a Izraelskou stranu práce.

## Biografie
Narodil se 25. října 1949 v El Kelaa des Sraghna v Maroku. V roce 1963 přesídlil do Izraele. Vystudoval právo na Hebrejské univerzitě. Sloužil v izraelské armádě, kde získal hodnost plukovníka (Aluf Mišne). Pracoval jako právník. Hovoří hebrejsky, francouzsky a anglicky.

## Politická dráha
V letech 1978–1991 byl starostou Aškelonu. Předsedal hnutí Oded. Počátkem 80. let 20. století se angažoval ve straně Tami. V izraelském parlamentu zasedl poprvé po volbách v roce 1988, v nichž kandidoval za střechovou kandidátku Ma'arach, do níž se tehdy sdružila i Strana práce. Zasedal ve výboru pro jmenování rabínských soudců, výboru pro ústavu, právo a spravedlnost, finančním výboru a výboru pro záležitosti vnitra a životního prostředí. Opětovně byl zvolen ve volbách v roce 1992, nyní již za samostatně kandidující Stranu práce. Byl členem výboru pro televizi a rozhlas, výboru pro status žen, výboru státní kontroly, výboru finančního a výboru House Committee. Předsedal podvýboru pro bankovnictví. Byl rovněž předsedou poslaneckého klubu Strany práce. V letech 1995–1996 působil také na postu náměstka ministra zahraničních věcí Izraele.
Ve volbách v roce 1996 mandát neobhájil.